# Ichneumon gibbulus
Ichneumon gibbulus är en stekelart som beskrevs av Thomson 1886. Ichneumon gibbulus ingår i släktet Ichneumon och familjen brokparasitsteklar. Arten är reproducerande i Sverige. Inga underarter finns listade i Catalogue of Life.